# Успенка (Успенський район)
Успе́нка (каз. Успенка) — село, центр Успенського району Павлодарської області Казахстану. Адміністративний центр Успенського сільського округу.
Населення — 4496 осіб (2021; 4067 у 2009, 5099 у 1999, 6421 у 1989).
Національний склад станом на 1989 рік:
- німці — 29 %
- українці — 27 %
- росіяни — 24 %